# پیکره شاپور یکم
پیکرهٔ شاپور یکم (۲۴۰–۲۷۲ میلادی) پیکره‌ای از شاپور یکم مربوط به دوره ساسانیان است که در دهانهٔ غار شاپور جای گرفته‌است. غار شاپور که یک غار طبیعی است و دسترسی بدان چندان آسان نیست، در شش کیلومتری شهر باستانی بیشاپور، و در ۶ کیلومتری شهرستان کازرون  واقع شده‌است. این پیکرهٔ بسیار بزرگ که بلندای آن به ۶٫۷۰ متر و پهنای شانه‌هایش به بیش از ۲ متر می‌رسد، از برترین آثار به جا مانده از هنرهای تصویری دوران ساسانی است و در هنرهای باستانی آسیای نزدیک نیز یک استثناء قلمداد می‌شود.
این اثر در تاریخ ۱۵ دی ۱۳۱۰ با شمارهٔ ثبت ۱۵۹ به‌عنوان یکی از آثار ملی ایران به ثبت رسیده‌است.

## ویژگی‌های برجسته

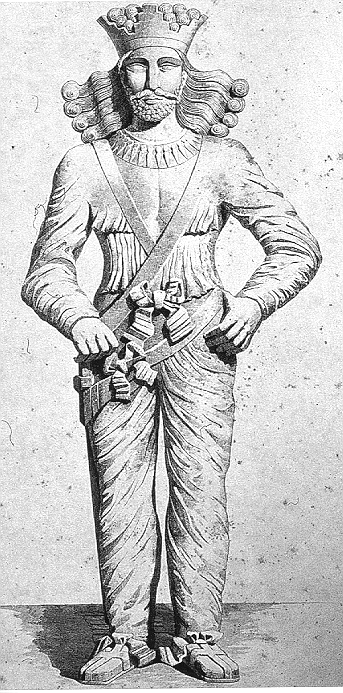
نقش بازسازی شده پیکره بدست جورج رالینسون در سال ۱۸۷۶

پیکرهٔ شاپور یکم در اصل از یک استالاگمیت تراشیده شده‌است که در طول میلیون‌ها سال در این غار بزرگ پدید آماده بود، و هم‌اکنون در فاصلهٔ ۳۵ متری از دهانهٔ غار و بر روی تراس چهارم موجود در غار قرار دارد. پیکرهٔ مزبور هم‌اکنون دقیقاً در جای اصلی خود نیست؛ با این توضیح که در نتیجهٔ زمین لرزه‌ای که به احتمال فراوان میان سده‌های ۱۴ تا ۱۸ میلادی رخ داده بود، پیکره واژگون گشته بود. در دههٔ پنجاه سدهٔ بیستم میلادی، کار برپایی دوبارهٔ پیکره آغاز گردید، اما از آنجا که پاهای آن کاملاً از بین رفته بودند، پیکره بر روی دو ستون بتونی قرار گرفت که این ستون‌ها اینک در کنار کفش‌های اصلی پادشاه بر روی کف غار قرار دارند.
بر روی تمام زوایای این پیکرهٔ بی‌همتا، کار سنگ‌تراشی به‌صورت بسیار هماهنگ، با زحمت بسیار و دقت نظری فراوان صورت گرفته‌است. برای تراشیدن استالاگمیت به صورت پیکره، هنرمند پیکرتراش به‌طور حتم از یک طرح تصویری یا مدلی که از گچ یا خاک رس درست شده بود و پیکره را در اندازه‌های بسیار کوچک‌تر نشان می‌داد، بهره برده‌است. به هنگام ساختن پیکره، اندازه‌های اندام‌های بدن که در مدل کوچک در دسترس بوده، با خط‌کش‌های اندازه‌گیری سنجیده و بر روی استالاگمیت در مقیاسی چندین برابر اعمال می‌شده‌است. به سبب این که استالاگمیت ایستایی خود را هنگام ساختن پیکره حفظ کند، احتمالاً کار تراش و شکل دادن به بخشی از آن، در مراحل گوناگون از بالا به پایین صورت گرفته‌است. برای برداشتن بخش‌های بزرگ و ضخیم استالاگمیت، بی‌شک ابزار آهنی و فولادی به کار رفته‌است. سطح بسیار صاف پیکره نشان‌دهندهٔ آن است که پیکره در پایان کار با دقت فراوان صیقل داده شده‌است. پس از کار صیقل دادن، پیکره ایستاده در غار با رنگ سرخ ملایم رنگ‌آمیزی گردیده‌است. به سبب واژگون شدن، بخش بزرگی از دست‌ها و پاهای آن از بین رفته‌است، اما سر و بالاتنه‌اش نسبتاً خوب باقی‌مانده. پیکرهٔ شاپور، بالاتنه‌ای نیرومند و عضلانی را نشان می‌دهد که از بالا به پایین باریک‌تر می‌شود.
پیکرهٔ ایستاده در غار، تاجی کنگره‌دار بر سر دارد که شمار کنگره‌هایش به چهار می‌رسد. در بخش پایینی تاج، یک دیهیم بسته شده، به همین خاطر تنها قسمت کمی از پیشانی پادشاه دیده می‌شود. انبوه موها، موج‌وار از زیر تاج بیرون می‌آیند و قرینه‌وار بر دو شانه می‌نشینند. چشم‌های پادشاه بزرگ و باز است. بر لب‌های بالایی و پایینی، سنگ‌تراشی دقیقی به‌وضوح به چشم می‌خورد. ابروان نازک و کمانی پادشاه به هم پیوسته‌اند. بخش بزرگی از بینی که از بالا به پایین پهن‌تر می‌شود، از بین رفته‌است. دهان پیکره بسیار آسیب دیده‌است و تنها قسمت کوچکی از زاویهٔ راست آن سالم بره جا مانده. این قسمت نشان می‌دهد که دهان و لب‌های پیکره در اصل بسته بوده‌است. صورت پیکره، سبیلی بلند و قیطانی و ریشی کوتاه دارد، اما ریش زیر چانه‌اش بلند است. زیورآلات شامل یک گردنبند، دو گوشواره و یک دستبند در دست راست می‌باشد.

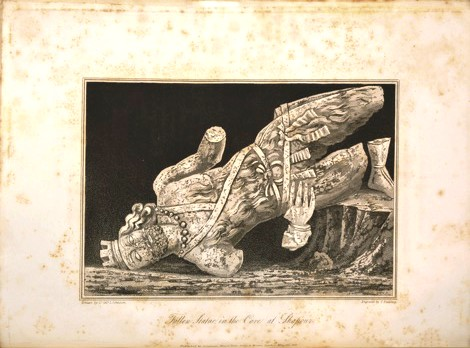
نقاشی پیکره واژگون شاپور یکم در سال ۱۸۱۸

خطی نیم‌دایره‌ای که در بالای گردنبند پیکره آورده شده‌است، نشان‌دهندهٔ آن است که پیکره در بالاتنهٔ خود یک زیرپوش دارد. اگرچه بخش بزرگی از این جامه زیرین معلوم نیست، اما می‌توان دریافت که بدون چین و در اصل از جنسی ضخیم بوده‌است. تن‌پوش اصلی بالاتنه پیکره، همانند یک کت است که بسیار تنگ بر تن نشسته و با چین‌های بسیار ظریف که همانند شعله‌های آتش هستند، تزیین گردیده‌است. بالاپوش پیکره در ناحیهٔ کمر به‌وسیلهٔ کمربند تنگی بسته شده‌است. بر روی آن، کمربند دیگری نیز دیده می‌شود که برخلاف کمربند بالاپوش به‌گونه‌ای آزادانه‌تر به تصویر کشیده شده و به‌حالتی کج روی کمر نشسته‌است. این کمربند در اصل وظیفه نگه‌داشتن قبضهٔ شمشیر پادشاه را بر عهده داشته‌است. قبضهٔ شمشیر که در سمت چپ پیکره قرار دارد، بسیار آسیب دیده. دو دست پادشاه در دو حالت گوناگون به نمایش گذاشته شده‌اند؛ در حالی که دست راست آن بر بخش پایینی کمر قرار گرفته، دست چپ او بر روی دستهٔ شمشیر قرار دارد.
شلوار پیکره در اصل بسیار بلند بوده‌است، به گونه‌ای که امروزه نیز می‌توان اثرات چین‌وشکن‌های آن را بر کف غار و در اطراف کفش‌های آن مشاهده کرد. با بلند نشان دادن شلوار پیکره و کشاندن چین‌های آن بر کف غار، هنرمند سنگ‌تراش علاوه بر آن‌که به اصل زیباسازی پیکره و پوشاک آن می‌اندیشیده، ایستایی این سازهٔ چندتنی را هم، که تنها روی دو پایش قرار گرفته‌است، در نظر داشته؛ بدین صورت که وی با پهن‌تر درست کردن پاها و به نمایش گذاشتن چین‌های شلوار روی زمین، قدرت ایستایی مجسمه را دوچندان کرده‌است.
کفش‌های پیکره موازی هم نیستند، بلکه کمی از یکدیگر باز شده‌اند. کفش چپ کمی جلوتر از کفش راست قرار دارد. این دو کفش، امروزه اوضاع متفاوتی دارند؛ کفش راست به‌کلی آسیب دیده‌است. کفش‌ها در اصل بنددار بوده‌اند؛ به گونه‌ای که امروزه هم می‌توان اثرات s مانند آن را بر سطح زمین مشاهده کرد.

## شناسایی

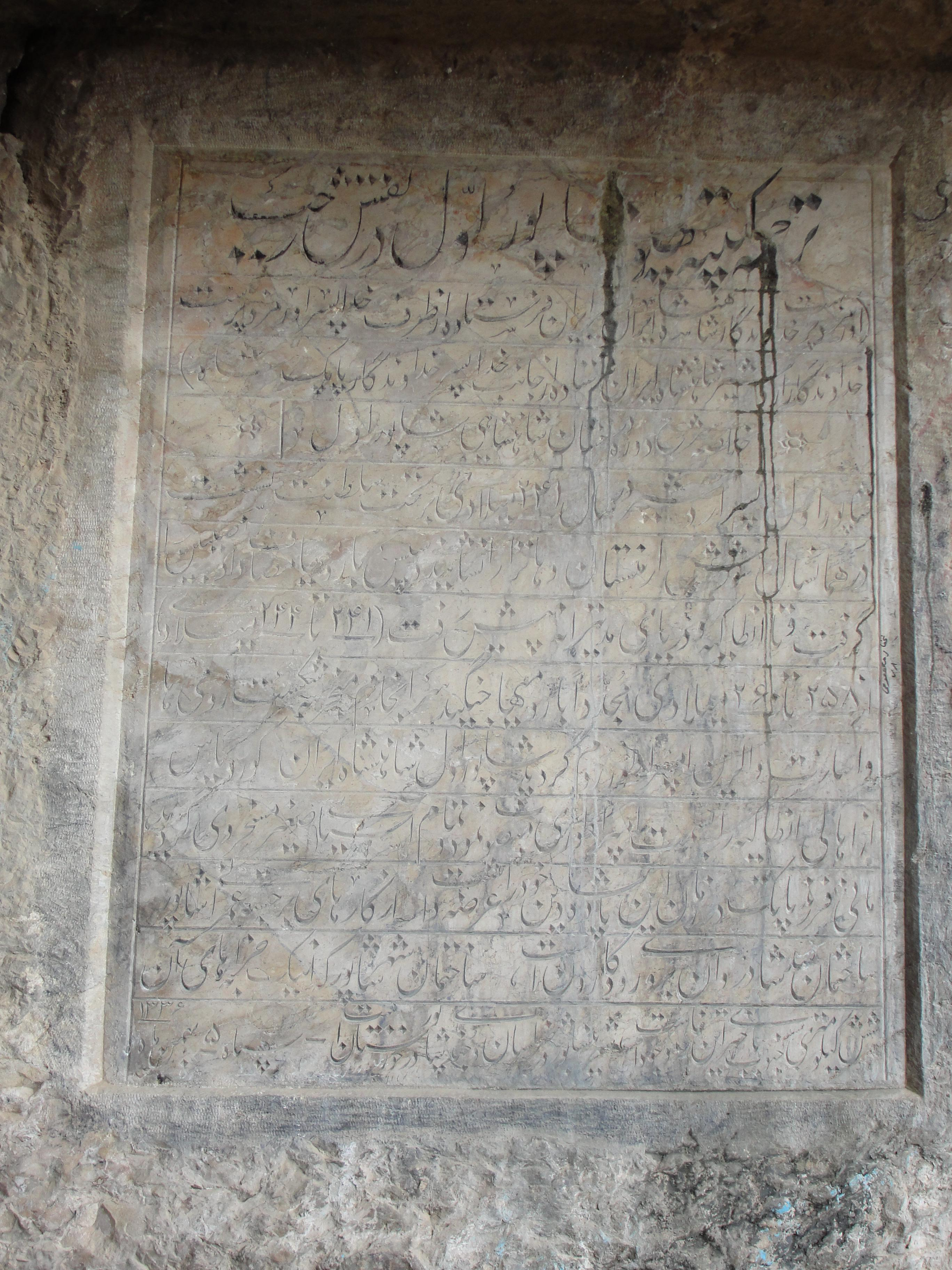
ترجمه کتیبه نقش رجب شاپور که توسط ارتش در سال ۱۳۳۶ روی دیوار غار شاپور حک شده‌است.

در دوران ساسانی ساختار تاج پادشاهان و گوناگونی آن چشمگیر است. گوناگونی تاج پادشاهان ساسانی در درجه نخست به سبب شکل ظاهری آن است و جزئیات ساختاری آن مبتنی با قوانین سختگیرانه‌ای بوده‌است. برای شناسایی تصویر یک پادشاه ساسانی، آگاهی داشتن از شکل ظاهری تاج آن پادشاه ضروری می‌باشد، چرا که در این دوران، ساختار تاج از پادشاهی به پادشاه دیگر تفاوت می‌کرده‌است. هر پادشاه ساسانی به هنگام شروع پادشاهی خود تاج ویژه خود را بر سر می‌نهاد. با تکیه بر شکل تاج پیکره که شامل دیهیم، بخش میانی کنگره‌دار و کوریمبوس می‌باشد و همچنین با در نظر گرفتن معیارهای گوناگون تاریخ هنر، پیکره ایستاده در غار را می‌بایست متعلق به شاپور اول، دوّمین پادشاه ساسانی، دانست.
بر روی تاج کنگره‌دار پیکره شاپور اول در اصل یک کوریمبوس قرار داشته‌است که هم‌اکنون اثری از آن بر جای نمانده‌است. فرق سر پیکره ایستاده در غار به گونه‌ای چهار گوش صاف شده‌است و یک سوراخ در میان این چهار گوش ایجاد شده‌است. کارایی این سوراخ تعبیه شده در فرق سر پیکره تنها برای نصب و جاسازی کوریمبوسی بوده‌است که بی شک جنس فلز بوده‌است. بنا بر پژوهش‌های انجام شده در دانشگاه بازل، بلندای کوریمبوس فلزی پیکره شاپور اول در حدود ۱٫۵۵ متر و پهنای در حدود ۱ متر و وزن آن، حتی با داشتن دیواره‌ای بسیار نازک، بیش از یک تن بوده‌است.

## تاریخ‌گذاری
انبوه موهای پیکره که از زیر دیهیم پادشاه بیرون زده‌اند در سمت چپ سر به خوبی باقی‌مانده‌است، اما لبه‌های بیرونی موهای سمت راست سر از بین رفته‌است. هرکدام از دو دسته موی قرینه وار در دو سوی چهره پیکره شاپور از چهار رشته موی برجسته تشکیل شده‌اند که هرکدام به گونه‌ای برجسته و موج وار بر روی دیگری نشسته‌اند. الگوی پرداخت و ایجاد این رشته‌های مو در دو سوی سر یکسان است. این در حالی است که در پشت سر، بخش انتهایی هر رشته مو به گونه‌ای گرد و حلزونی شکل نشان داده شده‌است. در دو سوی سر، رشته موهای موج وار پادشاه در درازا و پهنا بر روی شانه‌های پیکره به گونه‌ای چشمگیر پهن شده‌اند، و در این میان تنها پایین‌ترین رشته مو جزء کوچکی از شانه را لمس می‌کند. از نظر هنر سنگ‌تراشی، در آرایش موی سر پادشاه بالاترین درجهٔ انعطاف و شکل‌پذیری پیداست. این چهار رشته مو که بر روی هر شانه پیکره قرار گرفته‌اند، آشکارا از همدیگر جدا هستند و هر رشته از مو با خطوطی بسیار ظریف‌تر به بخش‌های کوچک‌تری تقسیم می‌گردد. شمار رشته‌های برهم نشسته مو در دو سوی سر پادشاه در ابتدا چهار و در انتها به سه می‌رسد، این در حالی است که شمار رشته‌های گوی وار و همگون مو در پشت سر پیکره به دو می‌رسد.
این سبک از آرایش مو و نحوه پرداخت و نمایش آن را می‌توان تنها بر روی آن نقش برجسته‌های شاپور اول دید که بین سال‌های ۲۶۰–۲۷۲ میلادی به وجود آمده‌اند. به همین سبب تاریخ ساخت و اتمام موفقت آمیز پیکره شاپور اول را می‌باید کمی پیش از سال ۲۷۰ میلادی دانست.

## ویرانی

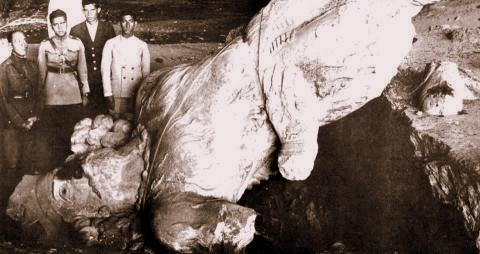
تندیس شاپور یکم پیش از بازسازی و مرمت

برخی گمانه‌زنی‌ها واژگونی پیکره را در نتیجه زمین لرزه‌ای که به احتمال بسیار در بازه سده‌های ۱۴ تا ۱۸ میلادی رخ داده بود، می‌دانند. در برخی منابع نیز واژگونی آن را در جریان حمله اعراب به ایران به دست مهاجمان عرب می‌دانند.

## بازسازی
پس از سالیان دراز که این پیکره شکسته و بر روی زمین افتاده بود، در سال ۱۳۳۶ خورشیدی از سوی پایوران ارتش ایران به دستور محمدرضاشاه پهلوی در استان فارس بازسازی و بر روی پایه استواری قرار گرفت.

### متن سنگ‌نبشته ارتش درون غار

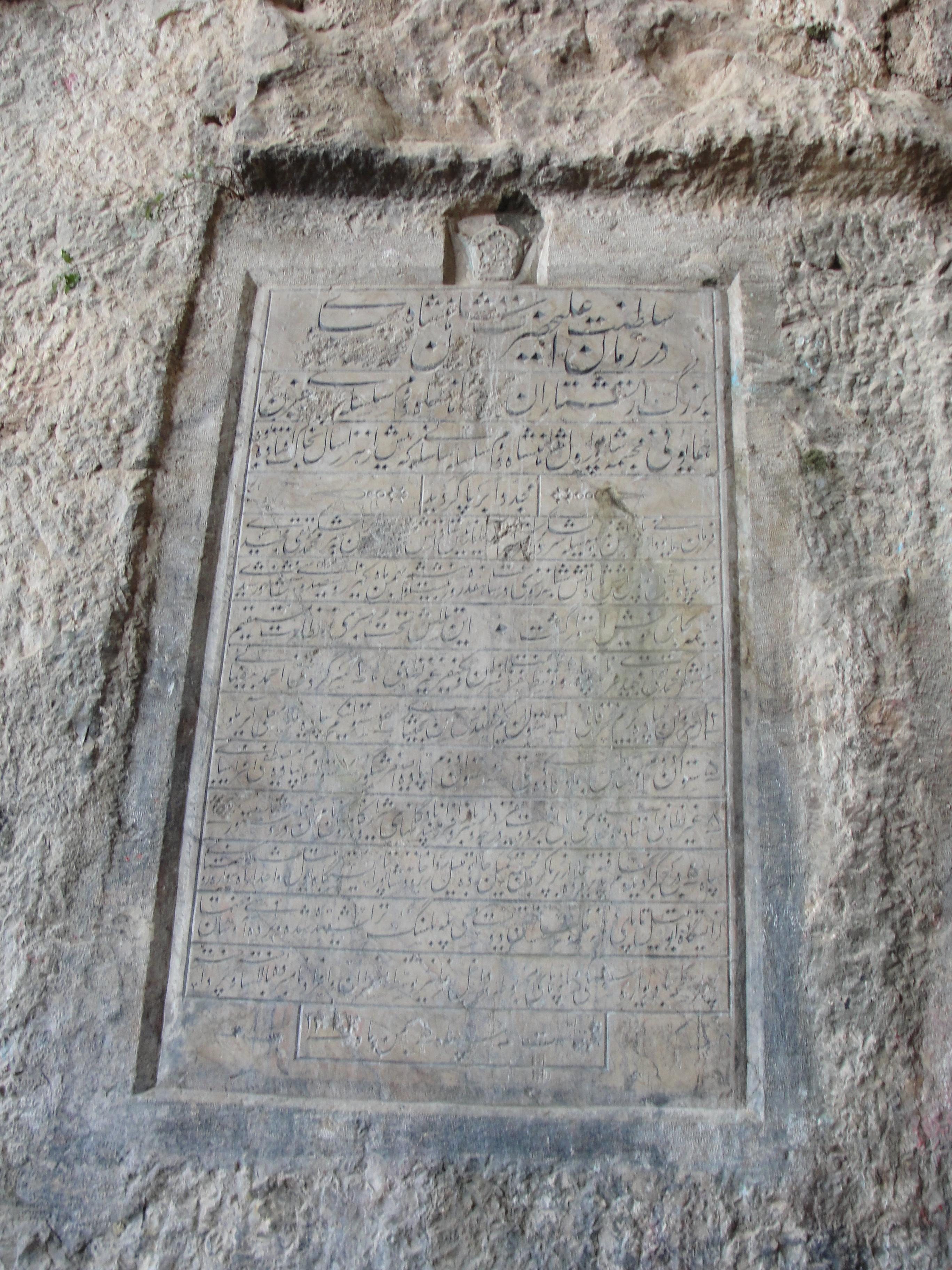
کتیبه ارتش روی دیوار غار شاپور که چگونگی برپا ساختن مجسمه را در سال ۱۳۳۶ شرح می‌دهد.

در دهانه غار دو سنگ‌نبشته وجود دارد که یکی از آن‌ها برگردان متن سنگ‌نبشته شاپور در نقش رجب و دیگری دربارهٔ چگونگی برپاسازی دوباره پیکره پس از ۱۰۰۰ سال در سال ۱۳۳۶ بدست ارتش را شرح می‌دهد. هر دو سنگ‌نبشته از سوی ارتش بنا شده‌است:
در زمان سلطنت اعلیحضرت همایون شاهنشاه محمدرضا شاه پهلوی
بزرگ ارتشتاران شاهنشاه دوم سلسله پهلوی همایونی مجسمه شاپور اول شاهنشاه دوم سلسله ساسانی که بیش از هزار سال بخاک افتاده بود مجدداً برپا گردید

فرمان همایونی دائر به برپا ساختن مجسمه بوسیله سرلشکر دکتر بهرام آریانا رئیس ستاد ارتش شاهنشاهی ایران به سرلشکر محمد تقی مجیدی فرمانده سپاه ابلاغ و پس از شش ماه تلاش شبانه‌روزی در ساعت هفده روز بیست و ششم بهمن ماه یکهزار و سیصد و سی و شش خورشیدی مجسمه بجای خویش استوار گشت. این تلاش تحت رهبری و نظارت مستقیم سرلشکر محمد تقی مجیدی فرمانده سپاه ۵ و توسط هفت نفر افسران و یکنفر غیرنظامی، ۱ سرگرد فنی احمد بیضائی ۲ سروان پیاده کریم خرقانی ۳ ستوان یکم مهندس حسن بختیاری ۴ ستوان یکم پیاده غلامعلی آیرملو ۵ ستوان دوم مهندس جواد عمادی ده حقی ۶ ستوان دوم پیاده اصغر شکور ۷ ستوان سوم پیاده مصطفی افراسیابی ۸ غیرنظامی استاد موسی مختاری و بالغ بر دویست نفر درجه دار و سرباز و افزارمند پادگانهای شیراز و کازرون که نام آنها در دستور [...] سپاه ۵ درج گردیده انجام پذیرفته و علاوه از برپا کردن مجسمه تکمیل جاده اتومبیل رو از رودخانه شاپور تا ایستگاه اتومبیل و احداث راه سواره‌رو کوهستانی از ایستگاه اتومبیل تا پای دهانه غار و ساختن دویست و سی پله با سنگ تراشیده شده و نرده آهنی و ساختمان پیدار [؟] مسطحه با دیواره سنگی و پله‌های مربوطه در داخل غار نیز توسط افسران و افراد نامبرده بالا ساخته و پرداخته شده‌است. ستاد [؟] سپاه ۵ بهمن ماه ۱۳۳۶»
- نوشته‌هایی که ایتالیک شده‌اند مربوط به بخش‌هایی از سنگ‌نبشته هستند که عمداً تخریب شده‌اند.

## نگارخانه

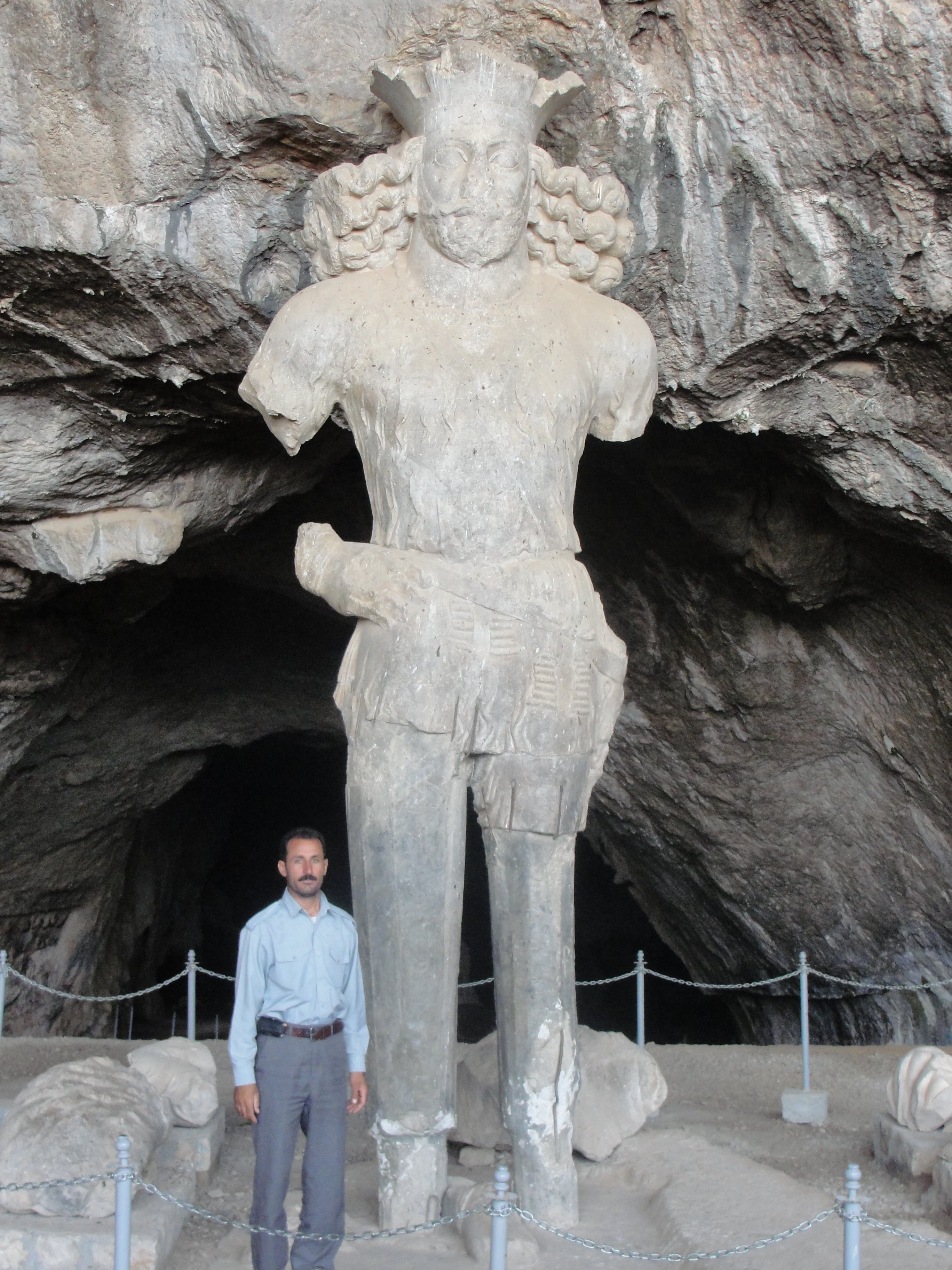
نگهبان غار کنار پیکره شاپور یکم
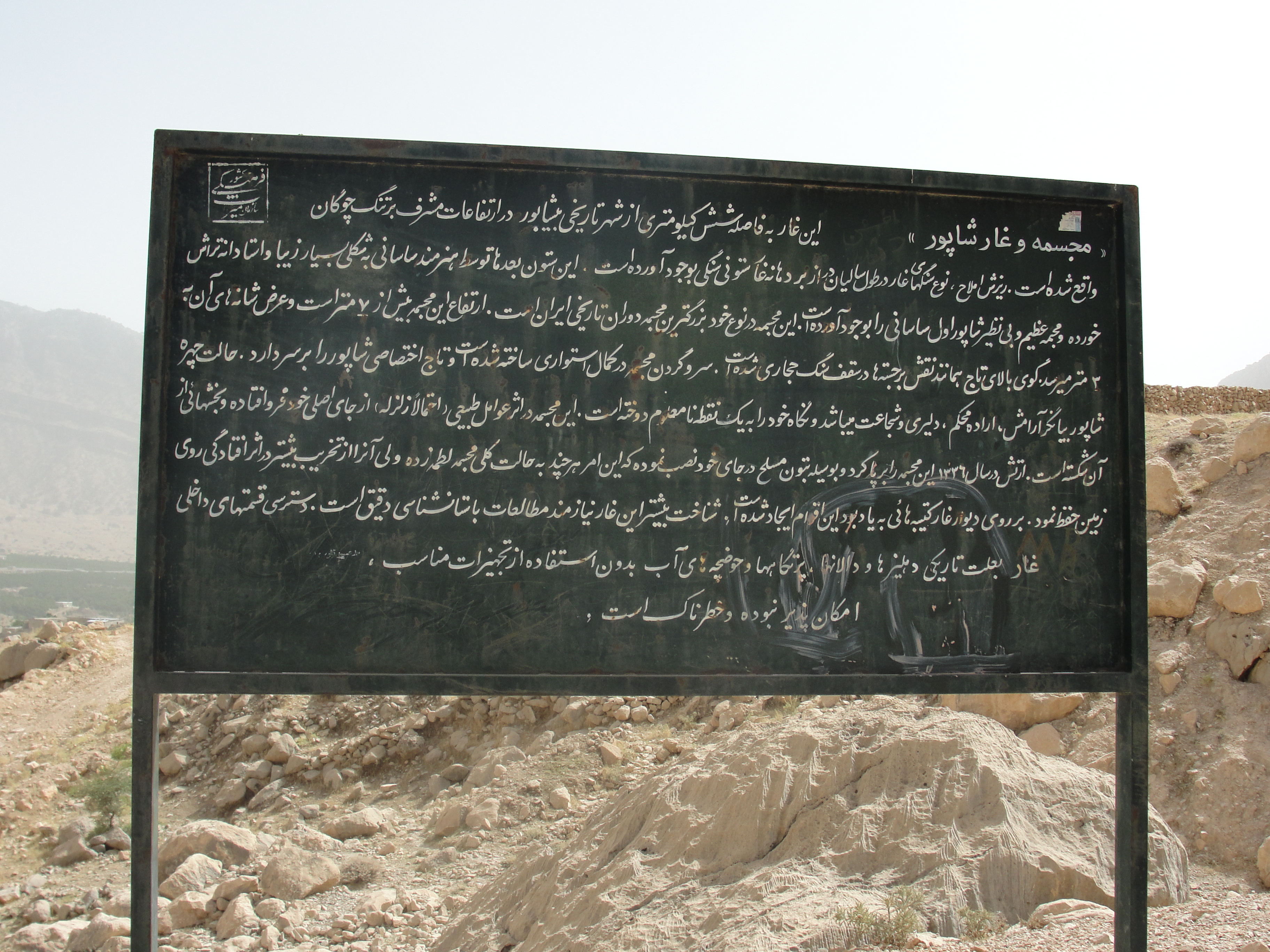
تابلوی میراث فرهنگی دربردارنده بازنمودهایی دربارهٔ غار شاپور
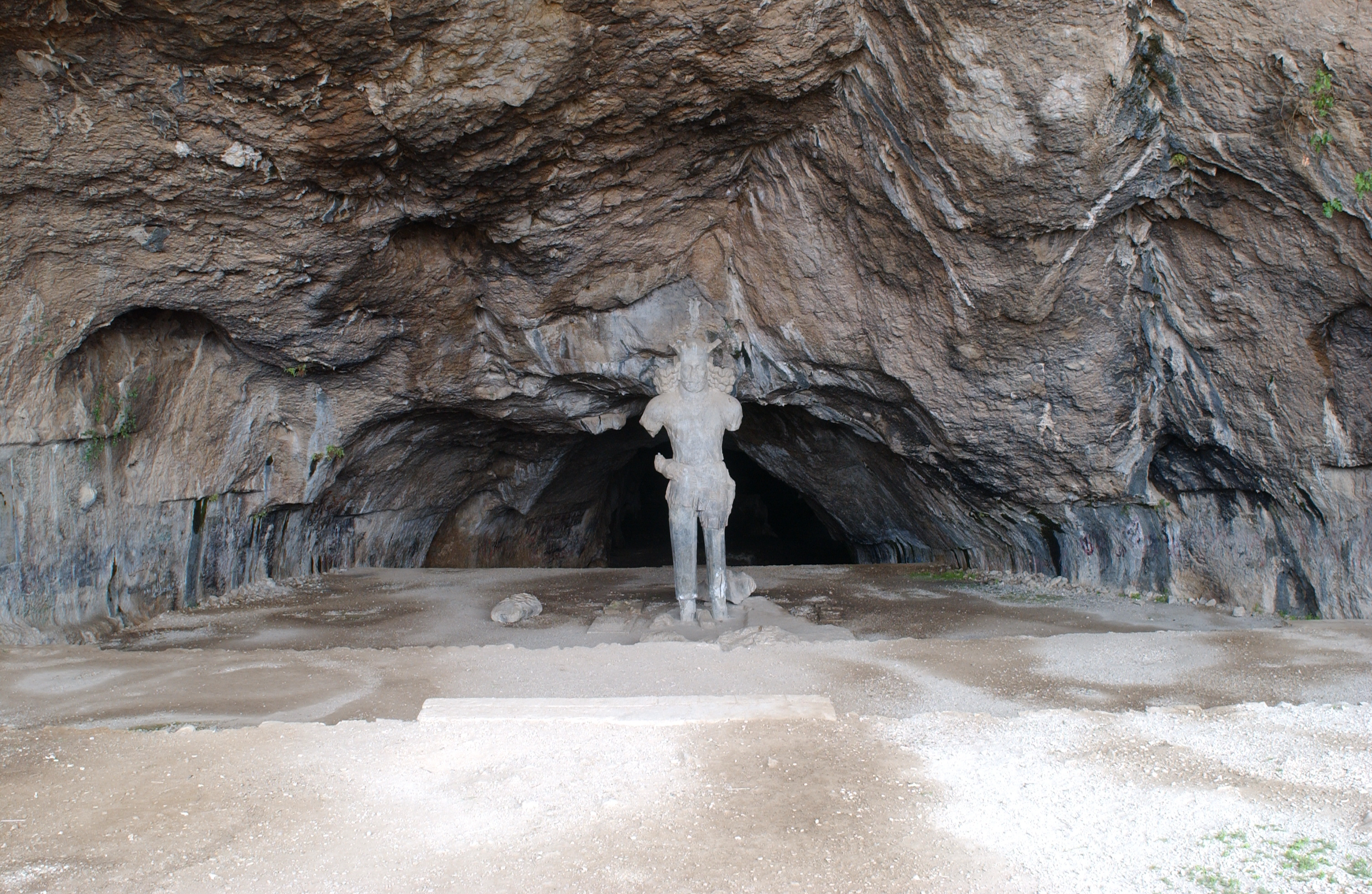
پیکره در دهانه غار
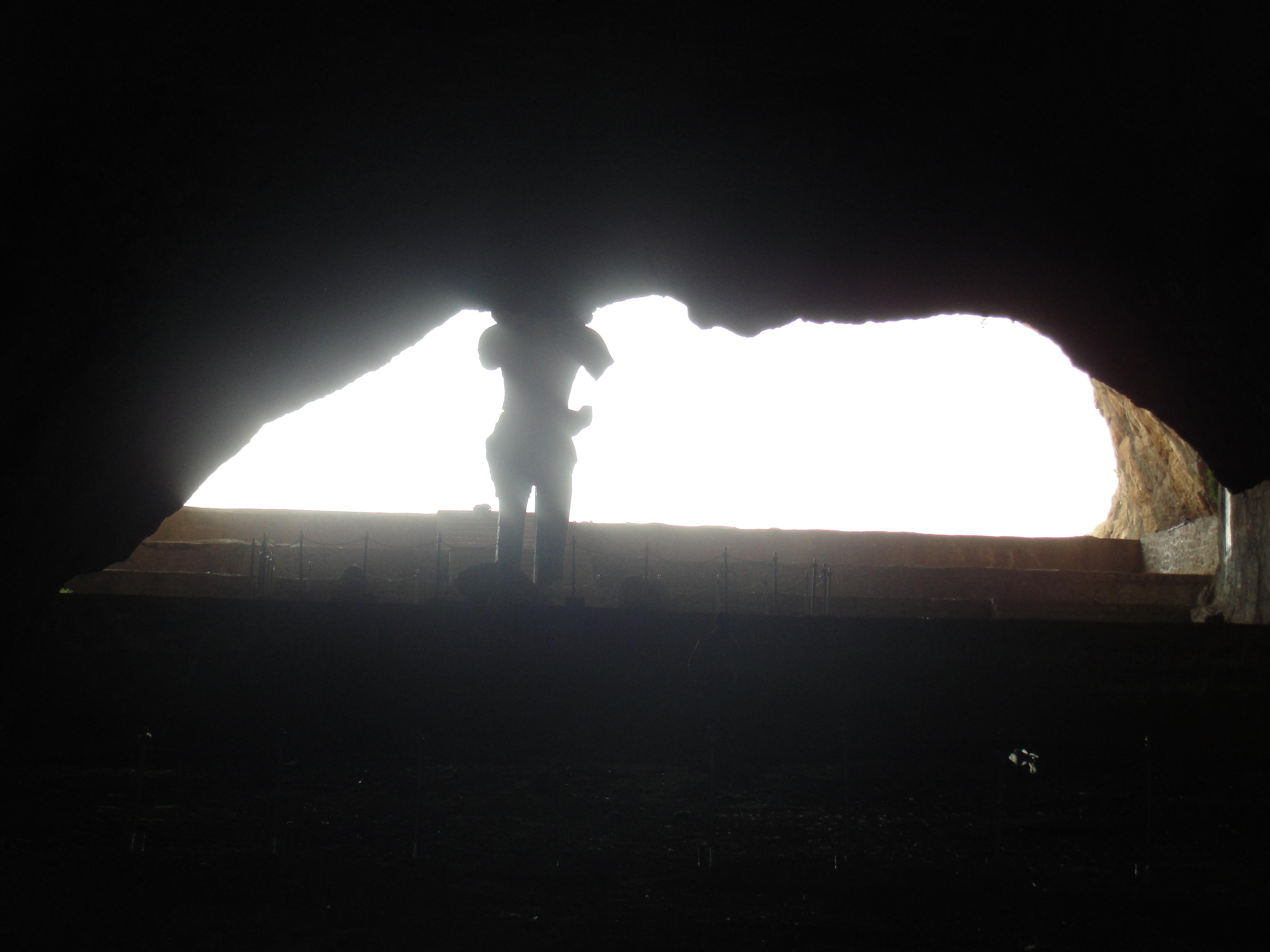
نگاره پیکره از درون غار شاپور
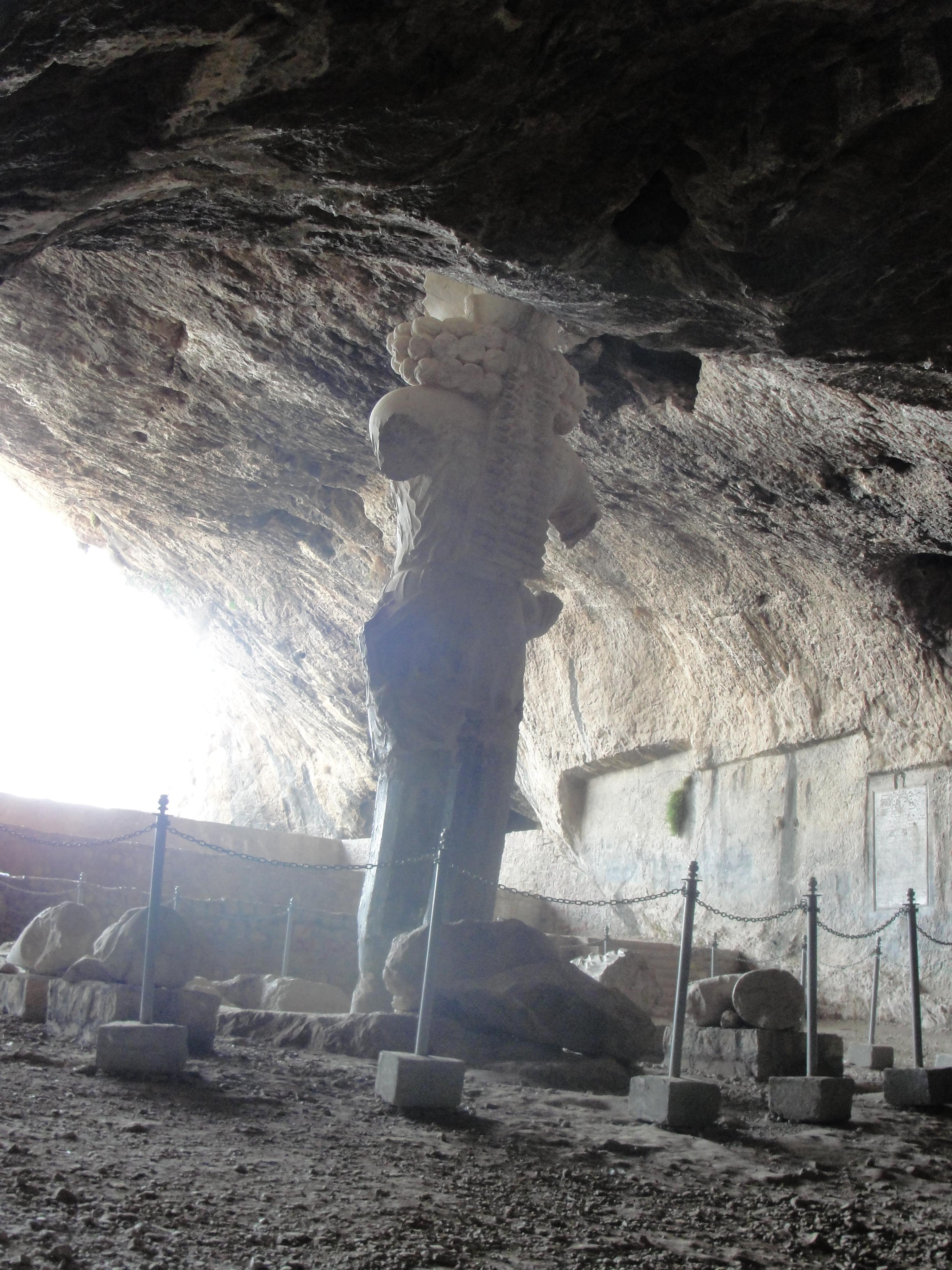
نگاره پشت پیکره شاپور
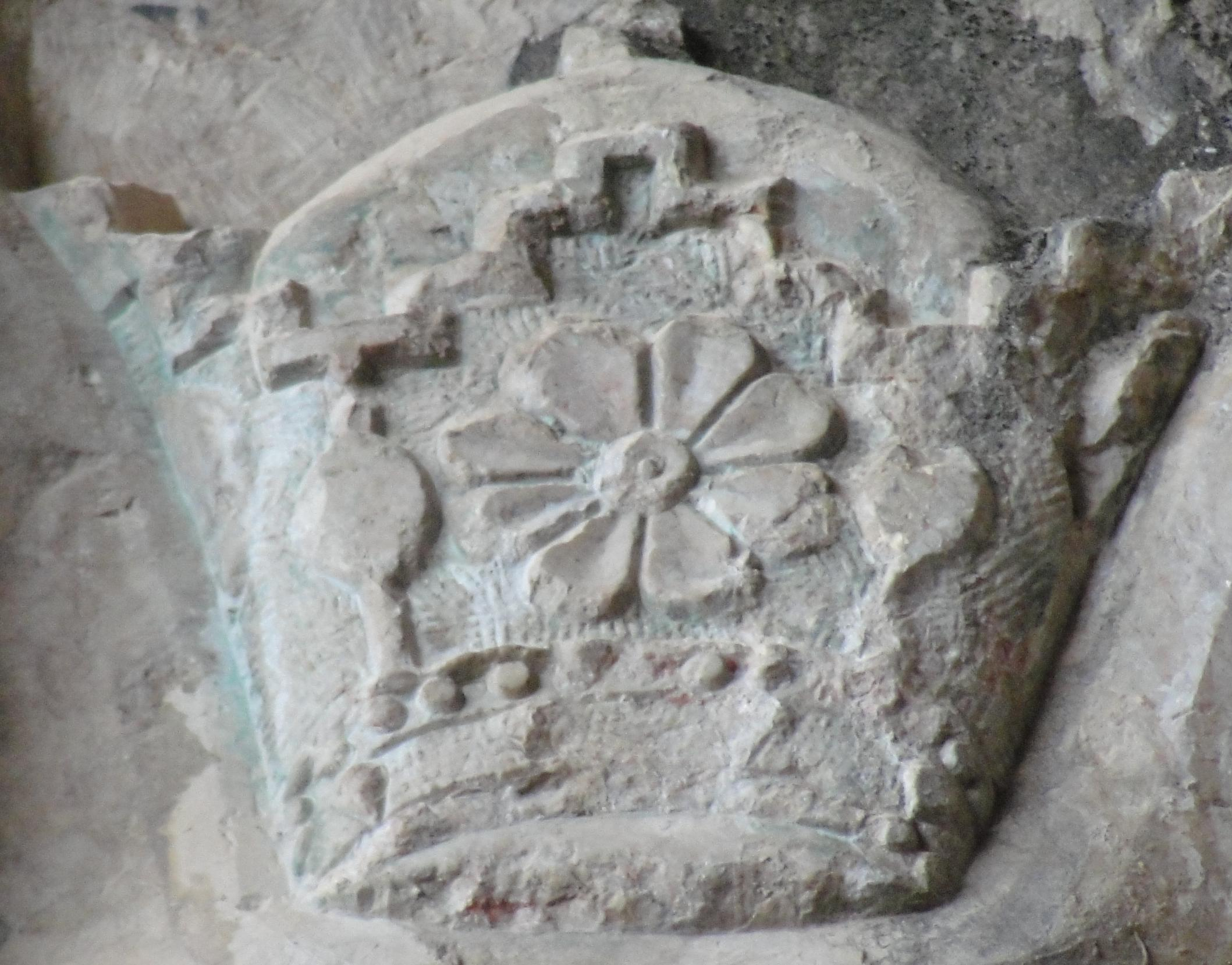
تاج پهلوی که روی دیوار غار شاپور بالای سنگ‌نبشته ارتش تراشیده شده